# Lanik György
Lanik György (Mistek (Morvaország), 1652 – Neuhaus, 1704. február 12.) Jézus-társasági áldozópap és hitszónok. 

## Élete
1669. január 19-én Csehországban lett a szerzetesrend novíciusa. A grammatikai, a humaniórák és a retorikai osztályokban tanított három évig; azután tíz évig tábori pap, négyig hitszónok és végül négy évig szemináriumi főnök volt. 

## Munkája
- Liber Genethliacus ad Valentinum Frankium Judicem Regium Cibinensem et Nationis Saxonicae Comitem in Transylvania, 1679.